# Holsa Taz
Holsa Taz ist eine osttimoresische Aldeia im Suco Leber (Verwaltungsamt Bobonaro, Gemeinde Bobonaro). 2015 lebten in der Aldeia 161 Menschen.

## Geographie
Holsa Taz liegt im Nordosten des Sucos Leber. Westlich liegt die Aldeia Mabelis Leber-Taz und südlich die Aldeia Holbese. Im Nordwesten grenzt Holsa Taz an den Suco Tapo, im Norden an den Suco Ai-Assa und im Südosten an den Suco Sibuni. Durch die Aldeia fließt der Masi, ein Nebenfluss des Loumeas. Im Süden verläuft der Höhenzug des Berges Leber.
Im Westen liegt das Dorf Holsa Taz. Zu dem Ort gehört eine Grundschule.

## Politik
2023 wurde José dos Santos zum Chefe de Aldeia gewählt.